# Perpetrator
Perpetrator es una película de terror de 2023 escrita y dirigida por Jennifer Reeder y protagonizada por Kiah McKirnan, Melanie Liburd, Ireon Roach, Casimere Jollette, Tim Hopper, Josh Bywater, Chris Lowell y Alicia Silverstone.
Fue nominada para competir por el Premio Panorama en el Festival Internacional de Cine de Berlín de 2023, donde se estrenó mundialmente el 17 de febrero. La película se estrenó en el servicio de streaming Shudder el 1 de septiembre del mismo año.

## Sinopsis
El filme relata la historia de Jonny, una adolescente impulsiva que vive en un pueblo en el que desaparecen jóvenes mujeres en extrañas circunstancias. Ella debe lidiar con extraños poderes que todas las mujeres de su familia van adquiriendo progresivamente, y de paso enfrentarse a la persona que está secuestrando a las adolescentes con fines macabros.

## Reparto
- Kiah McKirnan es Jonquil «Jonny» Baptiste
- Melanie Liburd es Jean Baptiste
- Ireon Roach es Elektra
- Casimere Jollette es Aviva
- Tim Hopper es Gene Baptiste
- Josh Bywater es el oficial Sterling
- Audrey Francis es Marcy
- Chris Lowell es el director Burke
- Alicia Silverstone es Hildie Baptiste
- Sasha Kuznetsov es Kirk
- Ilirida Memedovski es Avalon
- Greta Stolte es Darby

## Recepción
En Rotten Tomatoes, el 82% de las 61 reseñas de los críticos son positivas. El consenso de la web indica: «Un thriller sobrenatural inteligentemente ambicioso, Perpetrator mezcla una variedad de géneros e influencias en un buen momento sangriento». Metacritic, que utiliza una media ponderada, asignó a la película una puntuación de 66 sobre 100, basada en 15 críticas, lo que indica reseñas «generalmente favorables".
Jessica Kiang, crítica en el Festival de Cine de Berlín, escribió para Variety: «La incertidumbre tonal apenas se ve favorecida por un estilo de interpretación archiconocido que, con demasiada frecuencia, se acerca más a la interpretación que a la actuación, una impresión reforzada por la disparidad de edad entre gran parte del reparto principal y los adolescentes a los que interpretan». Jude Dry, crítico de IndieWire, le dio una calificación de B- y escribió «adolece de una interpretación principal novata y de un guion que intenta hacer demasiado». No obstante, elogió la interpretación de Alicia Silverstone como «una delicia de acero como la misteriosa y exigente dama de lengua afilada».